# 全国停戦合意
ミャンマー連邦共和国政府と少数民族武装勢力の全国停戦合意（ミャンマーれんぽうきょうわこくせいふとしょうすうみんぞくぶそうせいりょくのぜんこくていせんごうい、ビルマ語: မြန်မာနိုင်ငံအစိုးရနှင့်တိုင်းရင်းသားလက်နက်ကိုင်များအကြားချုပ်ဆိုသောတစ်နိုင်ငံလုံး ပစ်ခတ်တိုက်ခိုက်မှု ရပ်စဲရေးသဘောတူစာချုပ်、英語: Nationwide Ceasefire Agreement between the Government of the Republic of the Union of Myanmar and the Ethnic Armed Organisations）こと、全国停戦合意（ぜんこくていせんごうい、ビルマ語: တစ်နိုင်ငံလုံး ပစ်ခတ်တိုက်ခိုက်မှု ရပ်စဲရေးသဘောတူစာချုပ်、英語: Nationwide Ceasefire Agreement、NCA）は、2015年3月31日に起草され、同年10月15日にテインセイン大統領によって署名された、ミャンマー政府と国内の少数民族武装勢力間の停戦合意である。日本語では全国停戦協定（ぜんこくていせんきょうてい）とも訳される。

## 経緯

### テインセインの大統領就任と停戦合意形成に向けての模索

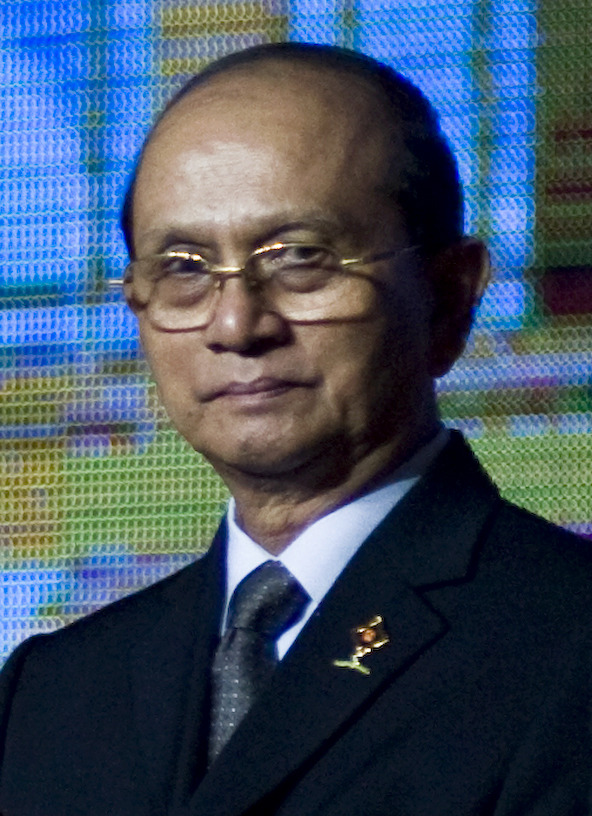
テインセイン（2009年）

ミャンマーにおいては1962年以来、軍部による政治支配が続いていたが、2008年にはミャンマー連邦共和国憲法が制定され、20年ぶりの総選挙である2010年ミャンマー総選挙が開催された。アウンサンスーチー率いる最大野党である国民民主連盟（NLD）は、2008年憲法が非民主的であるという理由から選挙をボイコットしたが、同選挙をうけて、2011年1月31日には国軍系の政党である連邦団結発展党の党首である、テインセインが大統領に就任した。このようにして、ミャンマーは軍が一貫して管理するところの文民政権移行である、民政移管を成し遂げた。
2008年憲法においては国内のすべての武装組織はミャンマー軍の指導下に存在しなければならないことが義務付けられ、2009年、ミャンマー軍は国内の少数民族武装勢力を国境警備隊として軍傘下に編入することを企図した。これにより、それまで軍と武装勢力の間で結ばれていた、すべての停戦協定が撤回された。こうした状況を背景として、テインセイン政権発足時には政府と武装勢力の関係は著しく悪化しており、2010年の総選挙時には民主カレン仏教徒軍第5旅団（DKBA-5）、2011年3月にはシャン州軍 (北)（SSPP/SSA）、2011年6月にはカチン独立軍（KIA）との武力衝突がはじまった。
7月28日、アウンサンスーチーはミャンマー政府と武装勢力の双方に対して和平を求める公開書簡を発布した。欧米からの経済制裁解除の条件のひとつとして、少数民族との和平がふくまれていたことも背景として、テインセインは8月18日、和平を呼びかける政府声明を発表した。政府によって、全国規模の停戦に向けた声明が発表されるのは、1962年以来のことであった。和平に向けての取り組みとして、テインセインはアウンタウンを代表とする、連邦政府和平交渉団（英語: Government Peace Delegation）を設立した。さらに、2012年5月には自らを長とする連邦平和構築中央委員会（英語: Union Peace-making Central Committee）を設立し、その実務機関としての連邦平和構築作業委員会（英語: Union Peace-making Work Committee）を組織した。これにより、同年末までにカレン民族解放軍（KLNA）など13組織との間で停戦合意が実現した。

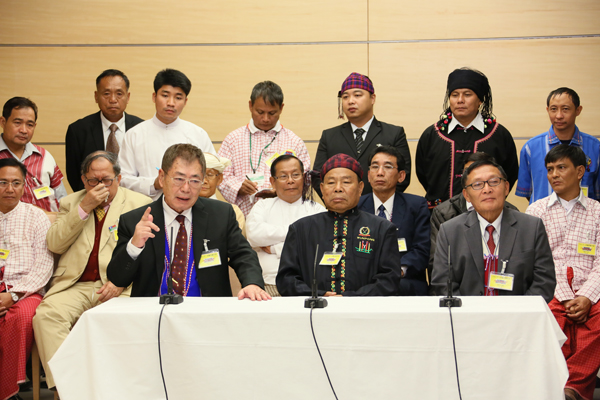
統一民族連邦評議会の代表者（2013年4月2日）

2013年には少数民族武装勢力の合議組織である統一民族連邦評議会（UNFC）と、連邦平和構築作業委員会のアウンミンがチェンマイにおいて会合をおこなった。同年11月2日には16の少数民族武装組織の代表からなる全国停戦調整代表団（英語: Nationwide Ceasefire Coordination Team、NCCT）が設立され、政府代表団と定期的な会合をおこなった。しかし、その間にもカレン州・モン州・シャン州などで国軍と武装組織の衝突が発生し、2014年11月19日にはカチン独立軍の本拠地である、ライザ近郊の訓練キャンプを国軍が急襲し、KIA側に23人の被害が出るといった事件がおこった。こうした情勢の緊迫を背景に、12月22日の会合では、国軍代表者とNCCT正副団長の双方が出席しないといった状況に陥った。

### 全国停戦合意の締結
2015年3月31日には停戦合意が起草され、双方が合意するも、2015年コーカン衝突の国軍による徹底鎮圧の姿勢が影響し、その後の交渉は難航した。政府側はこの武力衝突の当事者である、ミャンマー民族民主同盟軍（MNDAA）、タアン民族解放軍（TNLA）、アラカン軍（AA）の3組織を停戦合意の対象としない方針を取ろうとしたが、NCTTはこれを拒絶した。少数民族武装組織は5月にワ州連合軍（UWSA）の本拠地であるパンカン、6月にKNLAの本拠地であるローキーラーで会合をおこない、13点の修正を政府に対して要請することが決定された。政府側はこれを一定程度受け入れ、大統領・国軍最高司令官が自ら合意文書に署名すること、国内外から広く立会人を招聘することを了承した。
しかし、ミャンマー政府は2015年ミャンマー総選挙までの署名実現を強く求めたため、包括的な合意にするかどうかに関しては決着がつかず、9月9日の会合により8組織が合意に署名することが決定された。10月15日にはテインセイン大統領と、KNU・カレン民族同盟/カレン民族解放軍平和評議会（KPC）・シャン州復興評議会（RCSS）・チン民族戦線（CNF）・アラカン解放党（ALP）・パオ民族解放機構（PNLO）・全ビルマ学生民主戦線（ABSDF）が署名をおこなった。この署名にあたっては、国際連合・イギリス・ノルウェー・日本・アメリカ合衆国の代表者および立会人が参加した。

### 交渉の停滞と合意の崩壊
2015年ミャンマー総選挙では、アウンサンスーチー率いるNLDが大勝し、スーチーは国家顧問として政権を握った。同政権下でも全国停戦合意の枠組みは引き続き利用され、2016年8月には「連邦和平会議 - 21世紀パンロン」と称する会議を開催した。テインセイン政権の停戦交渉を事実上引き継ぐ同会議は、当初は半年ごとの開催が見込まれていたが、その後は2017年・2018年・2020年にそれぞれ1度開催されるのみに終わった。この間、ラフ民主同盟（LDU）と新モン州党（NMSP）が停戦に参加し、2018年2月13日に合意に署名した。とはいえ、それまで停戦合意をおこなった組織との交渉についても会合は難航し、総体として状況は後退した。
2021年ミャンマークーデター後、ミンアウンフライン政権はこの合意を破棄し、RCSSの支配下にあるシポー郡区の、シャン州軍 (南)（RCSS/SSA）キャンプを攻撃した。2023年8月10日、相次ぐ軍事政権との武力衝突を受けて、KNUのパドーソータドームー（Pado Saw Tado Muh）書記長は、「全国停戦合意はもはや存在しない」と声明を発表した。